# Гапшима
Гапшима (дарг. ХIямшима, ХIябшима) — село в Акушинском районе Дагестана.
Образует сельское поселение село Гапшима.

## География
Расположено в 8 км к юго-западу от села Акуша, на реке Акуша.
Высота населённого пункта над уровнем моря —1611 метров.

## История
Касательно основания села существует две версии одного распространённого предания:
- После какого-то военного бедствия уцелевшие жители местного плато стекались у возвышенности Эла-Дубура, где было основано Бек-Ши (с дарг. «главное село»). По какой-то причине жители покинули его — выходцы основали Губден и ещё 9 горных джамаатов. Оставленные земли были признаны общими для 10 образовавшихся сёл. Их было решено не дробить, а использовать поочерёдно.
- Согласно другой версии, исконное селение находилось на горе Шамхал в урочище Шибарк (с дарг. «место села»). Но после войны уцелело лишь 12 мужчин с семьями: село было разрушено. Тогда они решили расселиться. Трое основали Губден, остальные — девять крупных горных сёл: Кадар, Мекеги, Акуша, Усиша, Цудахар, Гапшима, Муги, Сирха и Урахи[5].

На вершине горы северо-западнее от села сохранились останки Гапшиминской башни и крепостной стены, построенные жителями в годы татаро-монгольского нашествия.
В Гапшиме найдены многочисленные различные древние тексты, датируемы от XIII века, а может и раньше.
Найдены также склепы древних периодов — от VI в. до н. э. до XI века нашей эры.
Постройка одного из домов датируется 1675—1676 годами.
В конце 1960-х годов в состав села включено село Мегва.

## Название
Селение образовалось в результате объединения трех селений, о чем говорит и само название, происшедшее от даргинских слов «хIябал» — три и «ши» — селение.

## Население
В 1908 году было 852 жителей.

В 1910 — 858.
| 1888  | 1895  | 1926  | 1939  | 1970  | 1989  | 2002  |
| ----- | ----- | ----- | ----- | ----- | ----- | ----- |
| 741   | ↘727  | ↘656  | ↗897  | ↗1600 | ↘1340 | ↗1582 |
| 2010  | 2012  | 2013  | 2014  | 2015  | 2016  | 2017  |
| ↗1709 | ↘1694 | ↘1671 | ↘1654 | ↗1659 | ↗1666 | ↗1671 |
| 2018  | 2019  | 2020  | 2021  | 2023  | 2024  | 2025  |
| ↗1680 | ↘1668 | ↘1666 | ↗1753 | ↘1750 | ↗1759 | ↗1765 |

Известные уроженцы